# Private City
Albums de John Surman
Withholding Pattern
(1985) Road to Saint Ives
(1990)
Private City est un album du saxophoniste anglais John Surman, enregistré et sorti en 1987 sur le label ECM.
C'est un album en solo où John Surman utilise des boucles de synthétiseurs et de l'overdub pour créer un accompagnement sur lequel il improvise. Les compositions ont été écrites à l'origine pour un ballet intitulé Private City pour The Royal Ballet, sur une chorégraphie de Susan Crow,.

## Liste des pistes
Toutes les compositions sont de John Surman.
| No | Titre                  | Durée |
| -- | ---------------------- | ----- |
| 1. | Portrait of a Romantic | 7:03  |
| 2. | On Hubbard's Hill      | 4:33  |
| 3. | Not Love Perhaps       | 5:20  |
| 4. | Levitation             | 4:06  |
| 5. | Undernote              | 2:44  |
| 6. | The Wanderer           | 5:46  |
| 7. | Roundelay              | 5:15  |
| 8. | The Wizard's Song      | 8:51  |

## Musicien
- John Surman : saxophone soprano, saxophone baryton, clarinette basse, synthétiseur

## Critiques
La critique du site AllMusic par Michael G. Nastos attribue 4/5 à l'album.